# KBS 2TV 토요 드라마
KBS 2TV 토요 드라마는 대한민국의 KBS 2TV에서 매주 토요일 방송되었던 TV 드라마 작품이다.

## 작품 리스트
|  | - 아래의 텔레비전 드라마 중 2002년 11월 이후에 시청 가능 연령을 표시하는 드라마 등급 제도를 의무적으로 시행하고 있습니다. - 2017년 3월 1일부터 TV 프로그램 등급 표시 외에 주제, 폭력성, 선정성, 언어, 모방 위험 등 분류 사유 표시를 의무적으로 시행하고 있습니다. |

### 1990년대
- 《행복을 만들어 드립니다》: 1998년 2월 21일 ~ 1999년 5월 1일 - 시트콤

### 2000년대
- 《반쪽이네》 : 2000년 1월 22일 ~ 2000년 4월 29일
- 《성장드라마 반올림》 : 2003년 11월 29일 ~ 2004년 10월 30일
- 《드라마시티》 : 2005년 11월 5일 ~ 2008년 3월 29일 - 단막극

### 2010년대
- 《드라마 스페셜 (2010)》 : 2010년 5월 15일 ~ 2010년 11월 27일 - 단막극
- 《락 락 락》 : 2010년 12월 11일 ~ 2010년 12월 18일[1]
- 《드라마 스페셜 (2015)》 : 2015년 10월 24일 ~ 2015년 11월 28일 - 단막극

### 2020년대
- 《드라마 스페셜 (2020)》 : 2020년 11월 7일 ~ 2020년 11월 14일 - 단막극
- 《드라마 스페셜 (2023)》 : 2023년 10월 14일 ~ 2023년 11월 4일 - 단막극

## 같이 보기
- KBS 1TV 토요 드라마